# エンビガドFC
エンビガド・フトボル・クルブ（Envigado Fútbol Club スペイン語発音: [embiˈɣaðo ˈfutβol kluβ]）は、コロンビア・アンティオキア県のエンビガドに本拠地を置くサッカークラブである。1989年10月14日設立。

## 歴史
1989年10月14日に設立された。1991年、国内初の2部から1部に昇格したクラブとなった。
南米有数の優れた育成組織を持つクラブとして知られており、これまでにハメス・ロドリゲス、マウリシオ・モリーナ、ジョヴァンニ・モレノ、ドルラン・パボン、ビクトル・コルテス、フアン・フェルナンド・キンテロ、ホナタン・エストラーダ、マテウス・ウリベ、アンドレス・テージョ、フランク・ファブラ、ドゥバン・ベルガラ、クリスティアン・アランゴ、ジェイソン・グスマン、ヤセル・アスプリージャ、ジョン・ハデル・デュランらを輩出した。

## タイトル

### 国内タイトル
- カテゴリア・プリメーラB

 (2): 1991, 2007

### 国際タイトル
なし

## 現所属メンバー
2025年2月24日 現在
注：選手の国籍表記はFIFAの定めた代表資格ルールに基づく。
| No. | Pos. |            | 選手名                     |
| --- | ---- | ---------- | -------------------------- |
| 2   | DF   | コロンビア | ディディエ・パラシオス     |
| 3   | DF   | コロンビア | フアン・フェリペ・オルギン |
| 4   | DF   | コロンビア | カルロス・アルボレダ       |
| 5   | DF   | コロンビア | サンティアゴ・ノレーニャ   |
| 6   | MF   | コロンビア | フリアン・パラシオス       |
| 7   | MF   | コロンビア | フアン・レイ               |
| 8   | MF   | コロンビア | ドルラン・パボン ()        |
| 11  | MF   | コロンビア | バイロン・ガルセス         |
| 12  | GK   | パラグアイ | ルベン・エスコバル         |
| 13  | MF   | コロンビア | トマス・ソト               |
| 14  | MF   | コロンビア | ホアン・イネストロサ       |
| 15  | DF   | コロンビア | ジェンドリー・クエルボ     |
| 16  | MF   | コロンビア | ニルソ・ラミレス           |
| 17  | MF   | コロンビア | アンドレス・バルガス       |
| 18  | MF   | コロンビア | ウィリアム・ウルタード     |
| 19  | FW   | コロンビア | サンティアゴ・ロンドーニョ |
| 20  | MF   | コロンビア | ラファエル・アングロ       |

| No. | Pos. |            | 選手名                 |
| --- | ---- | ---------- | ---------------------- |
| 21  | MF   | コロンビア | エディソン・ロペス     |
| 22  | MF   | コロンビア | パブロ・アルバレス     |
| 23  | DF   | コロンビア | デイロ・オチョア       |
| 24  | MF   | コロンビア | ジルマール・セレドン   |
| 26  | MF   | コロンビア | ダニエル・アルシラ     |
| 27  | DF   | コロンビア | ネイマール・ウリベ     |
| 29  | DF   | コロンビア | カルロス・ラミレス     |
| 30  | MF   | コロンビア | ダニエル・サパタ       |
| 31  | FW   | コロンビア | フレイ・ベリオ         |
| 34  | MF   | コロンビア | ルイス・ディアス       |
| 36  | DF   | コロンビア | ブライアン・ムリージョ |
| 88  | GK   | コロンビア | ホルマン・メンドーサ   |
|     | GK   | コロンビア | アンドレス・トバル     |
|     | GK   | コロンビア | マティアス・ビジャ     |
|     | DF   | コロンビア | エイレル・モスケラ     |
|     | FW   | コロンビア | アリー・パラシオス     |

## 歴代所属選手
- マウリシオ・モリーナ 1998-2001
- ガブリエル・ゴメス 2000-2003
- フェリペ・バロイ 2001-2002
- フレディ・グアリン 2003-2007
- ブラス・ペレス 2003
- フアン・フェルナンド・キンテロ 2004-2008
- ルイス・テハダ 2004
- ルイス・エンリケス 2005
- ドルラン・パボン 2006-2010
- ハメス・ロドリゲス 2006-2008
- ジョヴァンニ・モレノ 2006-2008
- ジョン・コルドバ 2010-2012